# Cavalier (Észak-Dakota)
Cavalier Pembina megye székhelye (Észak-Dakota). 2010-ben hivatalos adatok szerint 1302 lakosa volt.

## Fekvése
Valhallától délkeletre fekvő település.

## Történelme
Cavaliert 1875-ben alapították, nevét Charles Cavileerről, első telepeséről kapta.
1877-től posta is működik a településen, 1911-től pedig már megyeszékhelyként szerepel, ma Pembina megye székhelye és legnagyobb városa.
A település közelében található a Tongue folyó.
Az Egyesült Államok Népszámlálási Hivatala szerint a város teljes területe 0,82 négyzetkilométer (2,12 km²).

## Nevezetességek
- Izlandi Állami Park
- Gunlogson Arborétum Természetvédelmi Terület

## Galéria

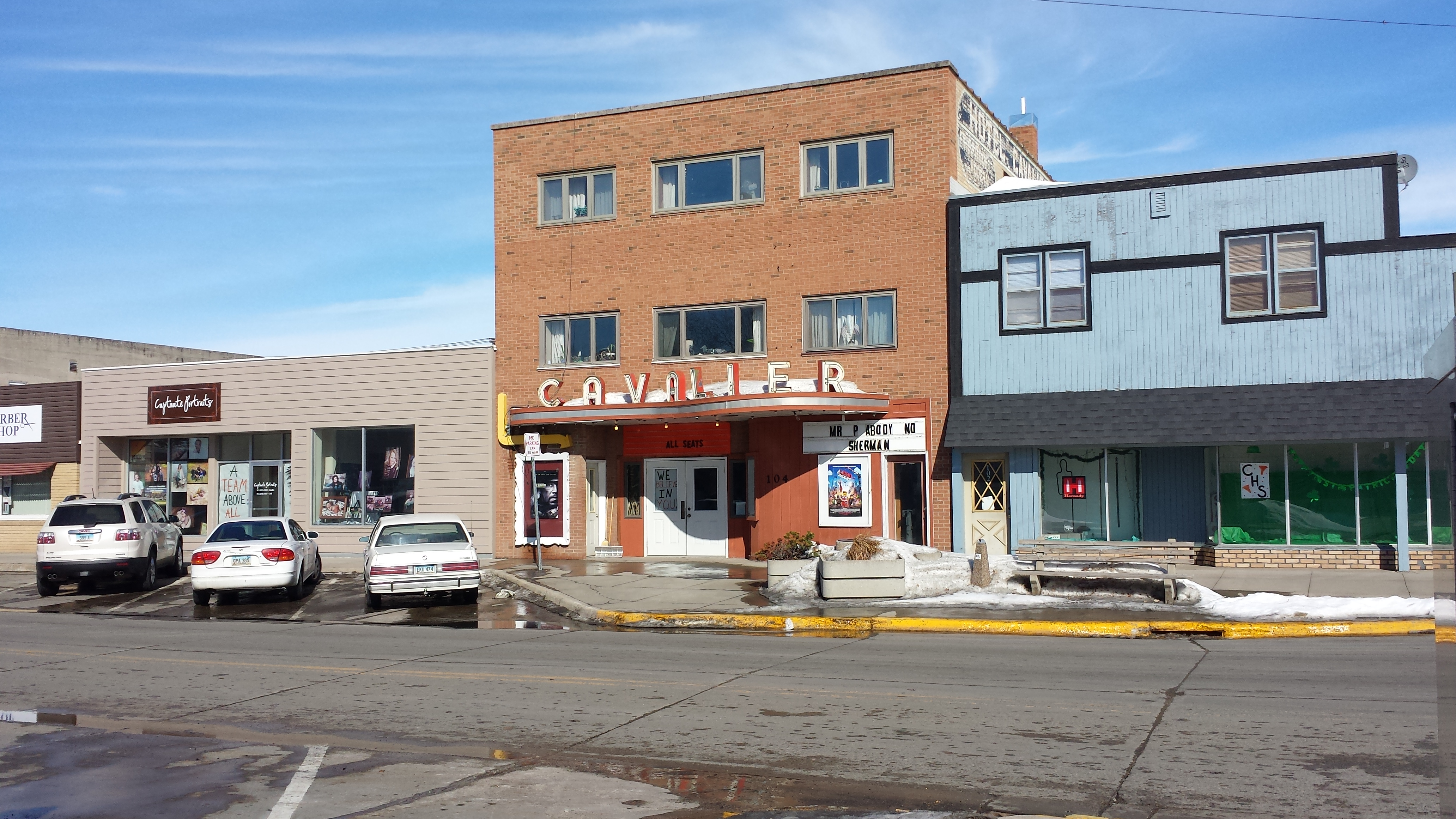
Main Street, Cavalier
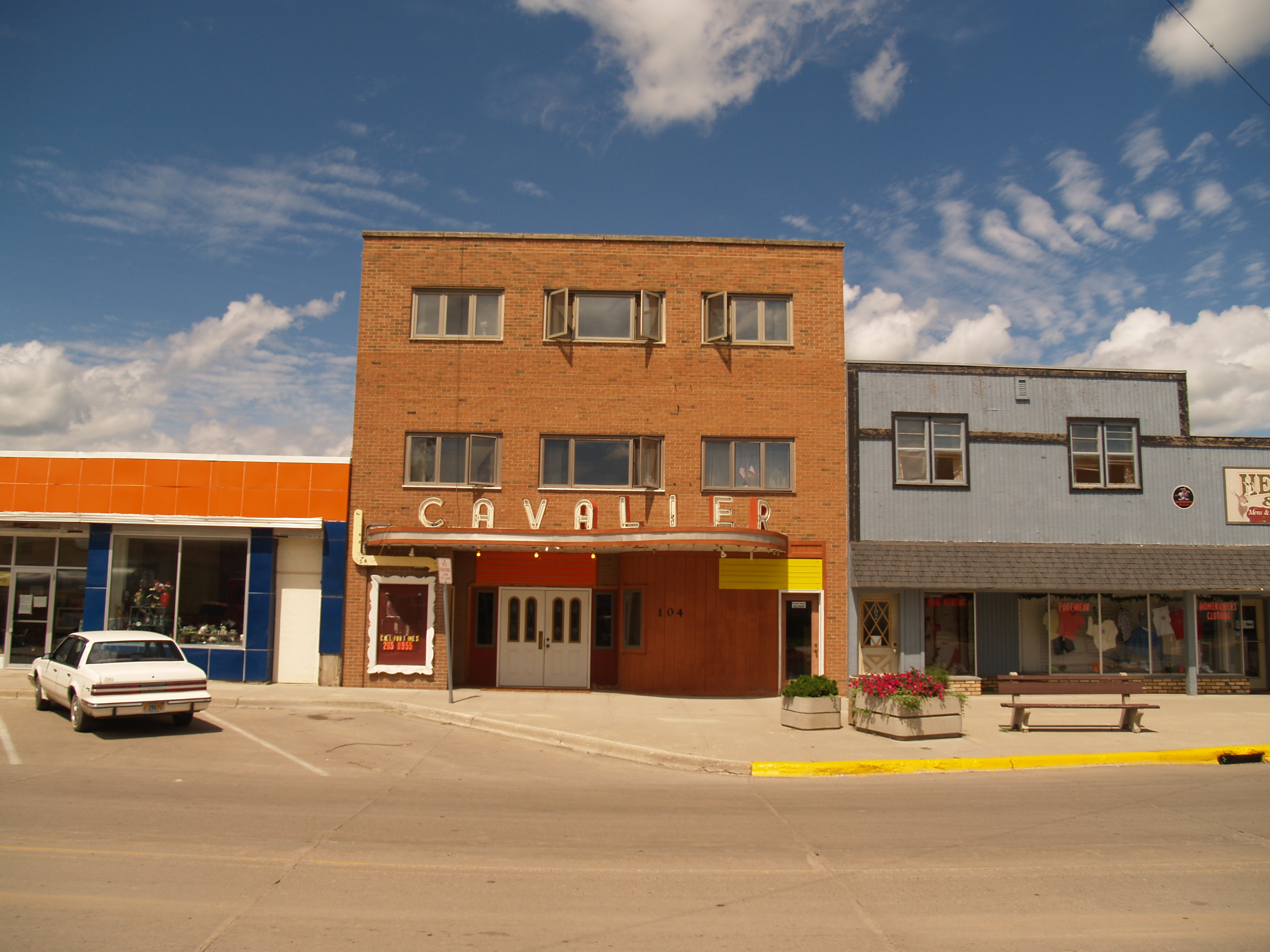
Cavalier
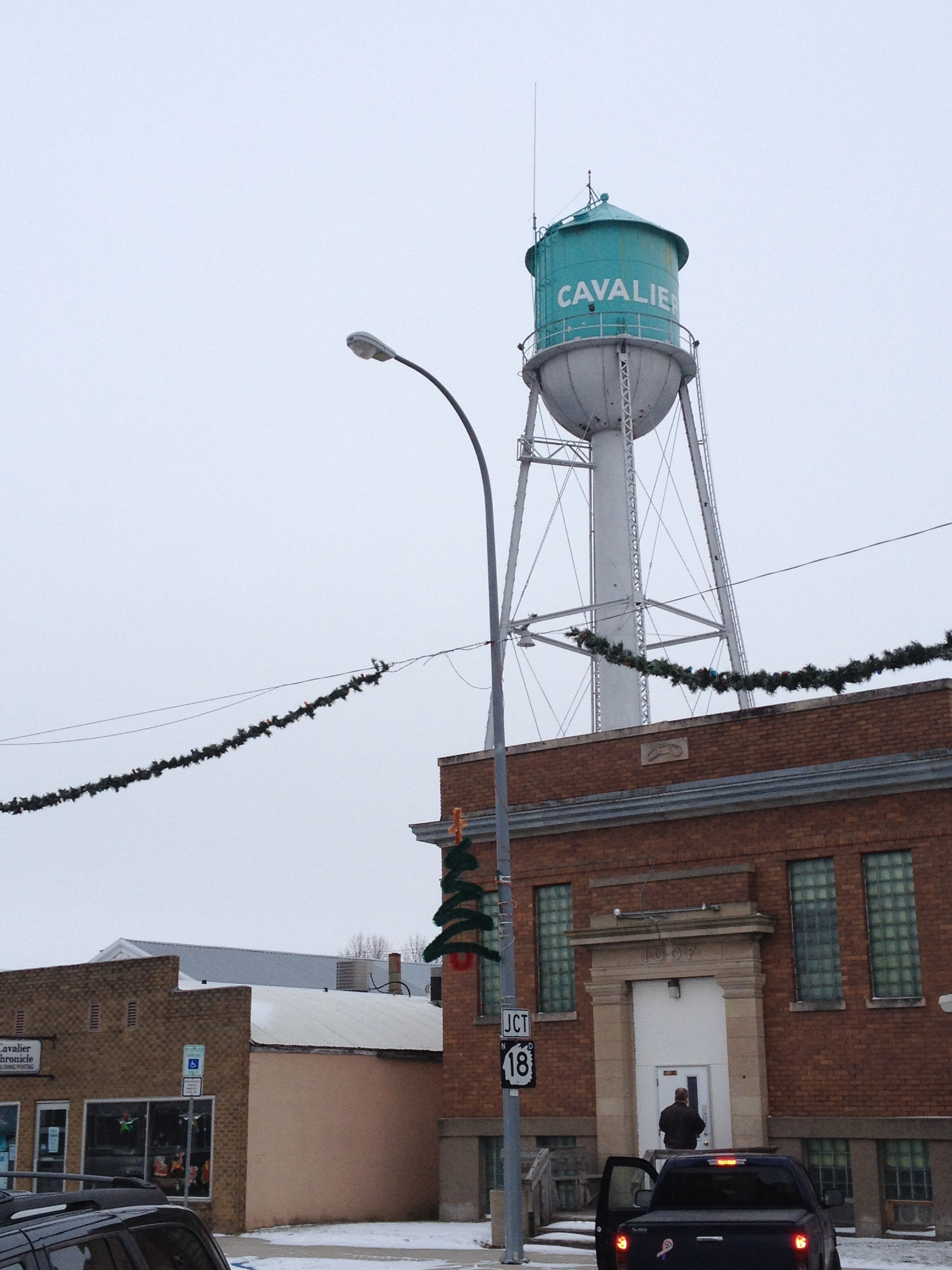
Cavalier
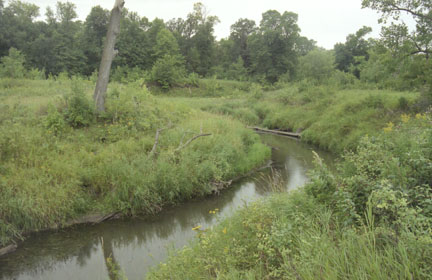
Tongue River

1. ↑  2020. évi népszámlálás az Egyesült Államokban. 2020. évi népszámlálás az Egyesült Államokban . (Hozzáférés: 2022. január 1.)